# تشايلد أوف لايت
تشايلد أوف لايت (بالإنجليزية: Child of Light؛ يترجم كـ « طفلة النور »)‏ هي لعبة فيديو تقمص الأدوار على أجهزة مايكروسوفت ويندوز وبلاي ستيشن 3 وبلاي ستيشن 4 ووي يو وإكس بوكس 360 وإكس بوكس ون.
تاريخ صدورها نهاية شهر أبريل وبداية شهر مايو 2014، من إنتاج شركة يوبي سوفت.

## قصة اللعبة
تحكي لك اللعبة قصة خيالية عن Aurora أميرة صغيرة خُطِفَت من قصر أبيها ملك Lumeria في وسط كابوس غامض، تجد Aurora نفسها بعيدةً عن قصرها في مكان مجهول ولكي تعود لأبيها عليها أن تستعيد الشمس والقمر والنجوم بعد أن سرقتهم ملكة الظلام لتسيطر على مملكة Lumeria، يساعدك في رحلتك Igniculus قطعة ضوء تستطيع التحكم به بشكل مباشر طوال اللعبة

## روابط خارجية
- تشايلد أوف لايت على موقع IMDb (الإنجليزية)